# Connor Fearon
Connor Fearon, né le 19 janvier 1994, est un coureur cycliste australien spécialiste de VTT de descente.

## Palmarès en VTT de descente

### Coupe du monde
- Coupe du monde de descente
  - 2015 : 13e du classement général
  - 2016 : 5e du classement général
  - 2017 : 22e du classement général
  - 2018 : 10e du classement général
  - 2019 : 17e du classement général
  - 2020 : absent
  - 2021 : 43e du classement général
  - 2022 : 38e du classement général
  - 2023 : 92e du classement général
  - 2024 : 60e du classement général

### Championnats d'Océanie
- 2015
  -  Champion d'Océanie de descente
- 2019
  -  Médaillé d'argent de la descente
- 2024
  -  Médaillé d'argent de la descente

### Championnats d'Australie
- 2022
  -  Champion d'Australie de descente